# James Patterson
James Patterson là nhà văn trinh thám nổi tiếng nhất nước Mỹ sinh ngày 22-3-1947 tại Newburgh, New York.
Năm 1971, Patterson vào làm việc cho Công ty Quảng cáo James Walter Thompson và cũng trong thời gian này ông bắt đầu sự nghiệp văn chương của mình. Năm 1976, tiểu thuyết đầu tay của ông là The Thomas Berryman Number được xuất bản và được trao giải thưởng dành cho tác phẩm đầu tay xuất sắc. Năm 1993, với sự ra đời của tiểu thuyết Along Came a Spider, Patterson mới chính thức có tên trong danh sách những nhà văn trinh thám nổi danh nhất nước Mỹ. Năm 1996 Patterson đã rời bỏ ngành quảng cáo để dành toàn bộ thời gian cho nghệ thuật.
Trong hơn 30 năm cầm bút chuyên nghiệp, Patterson đã viết được gần 70 cuốn tiểu thuyết gồm: "Luật sư và bị cáo", "Tuần trăng mật", "Hồng rực đỏ"….Ông đã từng 19 lần đứng ở vị trí đầu tiên của bảng xếp hạng sách bán chạy nhất in trên tờ New York Times.
Năm 2016 hiện ông đang đứng thứ 3 thế giới về thu nhập cá nhân của mình
Năm 2017 khiêm tốn ở vị trí thứ 9 sau nhiều tên tuổi nổi tiếng trong giới giải trí khác với 87 triệu USD.Tuy nhiên không thể phủ nhận những đóng góp mà ông đã mang lại cho tủ sách của Hoa Kỳ nói riêng và thế giới nói chung